# Jeremiah Denton
Jeremiah Andrew Denton Jr. (Mobile, Alabama; 15 de julio de 1924-Virginia Beach, Virginia; 28 de marzo de 2014) fue un contraalmirante y piloto naval de la Armada de los Estados Unidos y, tras su retirada del servicio naval, fue senador de Estados Unidos por el estado de Alabama.
Pasó casi 8 años como prisionero de guerra en Vietnam del Norte (1965—1973) y una vez liberado escribió un libro que se convirtió en una película sobre sus experiencias. Denton fue conocido al ser obligado a realizar una conferencia televisada como prisionero de guerra, afirmando el confort recibido por sus captores norvietnamitas del Viet Cong. Aprovechó la oportunidad para confirmar que estaban siendo torturados. Parpadeó varias veces sus ojos en código morse durante la entrevista, deletreando la palabra T-O-R-T-U-R-E (Tortura).

## Primeros años y carrera militar

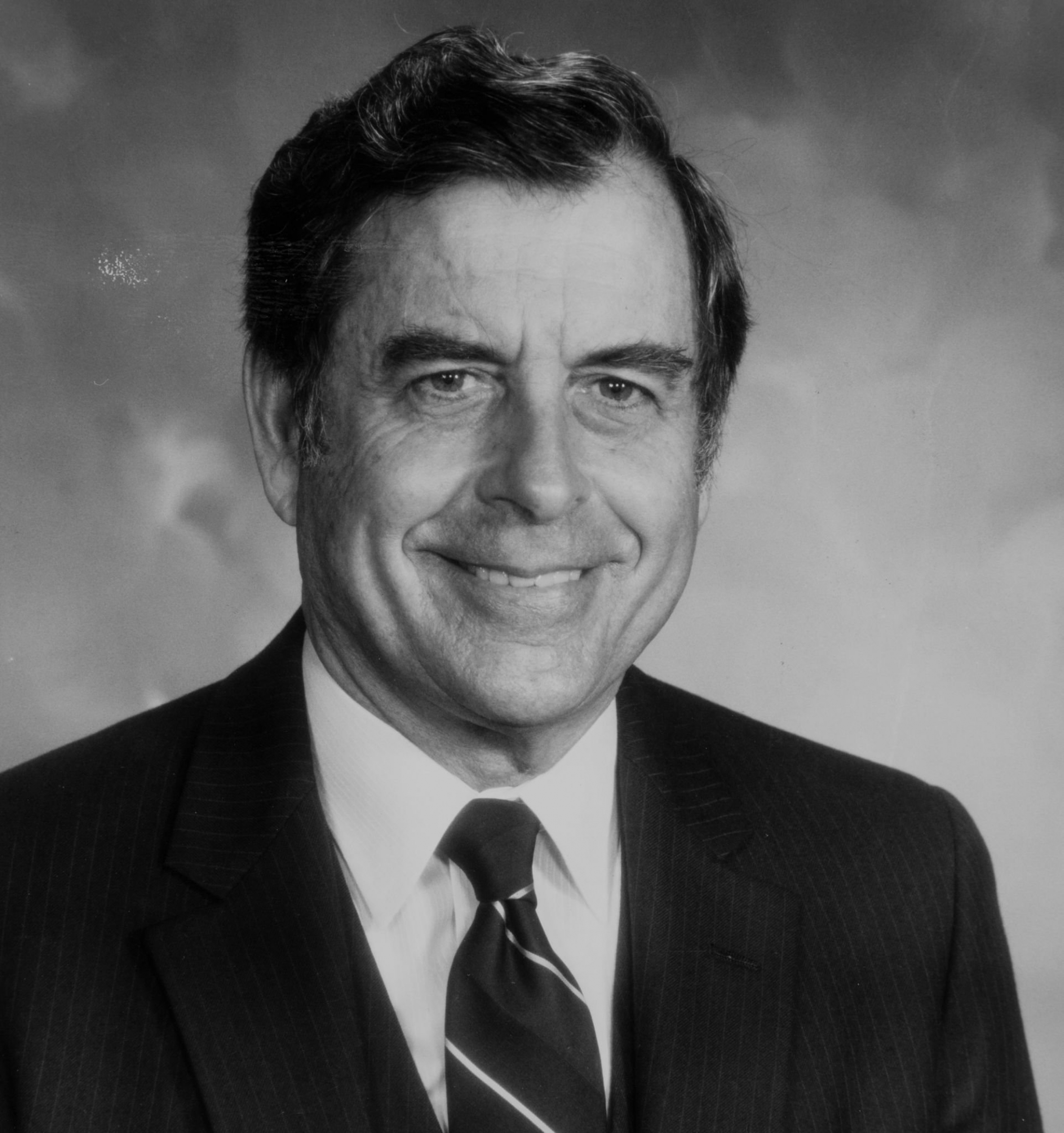
Jeremiah Denton

Jeremiah Denton fue el mayor de tres hermanos, hijo de Jeremiah, Sr. e Irene (Steele) Denton.
Denton asistió al Instituto McGill-Toolen Catholic High School y al Spring Hill College de Mobile, Alabama. En junio de 1943 ingresó en la Academia Naval de Estados Unidos en Annapolis, Maryland y se graduó tres años más tarde en la clase acelerada de 1947. Su carrera naval de 34 años de servicio se dividió en una gran variedad de buques y aeronaves, incluidos los dirigibles. Su principal campo de acción se situaba en operaciones navales. También se desempeñó como piloto de pruebas, instructor de vuelo y oficial al mando de un escuadrón de ataque pilotando un Grumman A-6 Intruder.
Se graduó de la Escuela Joint Forces Staff de las Fuerzas Armadas y la Escuela de Guerra Naval, donde desarrolló su tesis sobre asuntos internacionales recibiendo los máximos honores al ganar el prestigioso Premio del Presidente.
En 1964, recibió el grado de Master of Arts en Relaciones Internacionales de la Universidad George Washington en Washington D. C.

## Prisionero de guerra

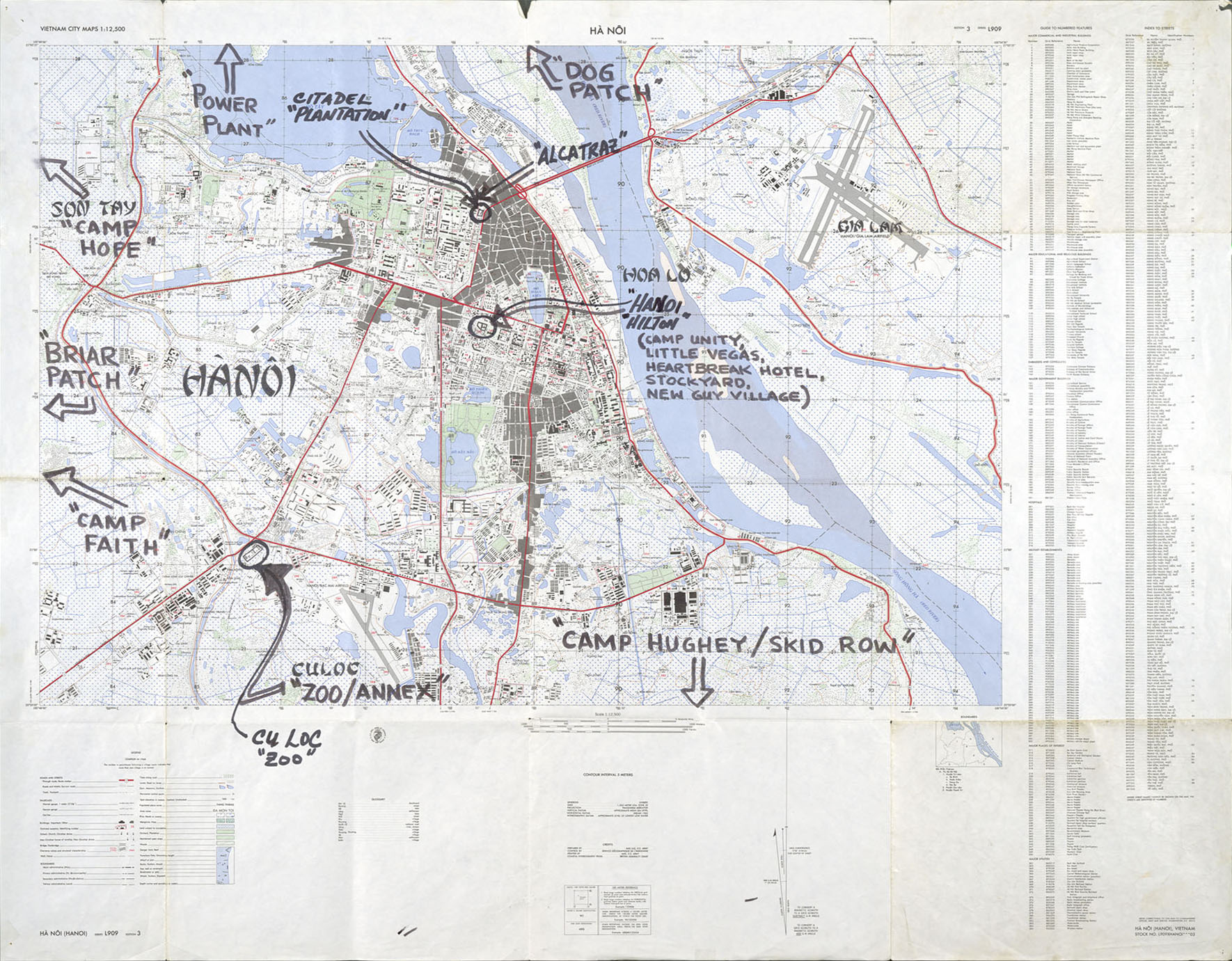
Mapa con anotaciones del exprisionero Mike McGrath, en las que se indica la localización de «Alcatraz» y el «hotel Hanoi».

Denton sirvió como aviador naval de Estados Unidos durante la guerra de Vietnam y formaba parte del Escuadrón de Ataque Setenta y Cinco (VA-75), oficial al mando a bordo del portaaviones USS Independence (CV-62). El 18 de julio de 1965, el entonces comandante Denton pilotaba un Grumman A-6 Intruder con el teniente Bill Tschudy, su navegante y bombardero. Se expulsaron del avión cuando su jet fue derribado sobre la ciudad de Thanh Hoa en Vietnam del Norte, siendo capturados y hechos prisioneros por los norvietnamitas del Viet Cong.
Denton y Tschudy fueron prisioneros de guerra durante casi ocho años, cuatro de los cuales se gastaron en régimen de aislamiento. Denton es el más conocido de este período de su vida ya que en 1966 se televisó una conferencia de prensa en la que se vio obligado a participar en calidad de prisionero de guerra estadounidense por sus captores norvietnamitas. Él aprovechó la oportunidad para comunicarse con éxito y para confirmar por primera vez en la Oficina de Inteligencia Naval y los estadounidenses que los prisioneros de guerra estadounidenses estaban siendo torturados en Vietnam del Norte. Parpadeó varias veces sus ojos en código morse durante la entrevista, que deletrearon la palabra T-O-R-T-U-R-E (TORTURA). Él también fue interrogado sobre su apoyo a la guerra de Estados Unidos en Vietnam, a lo que respondió con su incondicional apoyo al Gobierno de los Estados Unidos. Denton fue posteriormente galardonado con la Cruz de la Armada y varias otras decoraciones relacionadas con el heroísmo.
Denton estuvo en cautiverio en el denominado Hanoi Hilton (Prisión Hỏa Lò) y en la prisión Zoo, Little Vegas y Alcatraz. En esta última se convirtió en parte de un grupo de prisioneros de guerra estadounidenses conocidos como la Banda de Alcatraz. El grupo estaba formado por James Mulligan, George Thomas Coker, George McKnight, James Stockdale, Harry Jenkins, Sam Johnson, Howard Rutledge, Robert Shumaker, Ronald Storz y Nels Tanner. Fueron puestos en confinamiento solitario para separarlos de otros prisioneros de guerra debido a su fuerte resistencia. Cada uno de los prisioneros de guerra estadounidenses pasaron día y noche en celdas de 3 por 10 pies (0.91 m × 2.74 m)  sin ventanas.
El 12 de febrero de 1973, tanto Denton como Tschudy fueron liberados en Hanói por los vietnamitas del Norte junto a muchos otros prisioneros de guerra estadounidenses durante la Operación Homecoming. Al bajarse del avión de vuelta a casa en uniforme, Denton, dijo:
| Nos sentimos honrados de haber tenido la oportunidad de servir a nuestro país en circunstancias difíciles. Estamos profundamente agradecidos a nuestro Comandante en Jefe y a nuestra nación por este día. Dios bendiga a América. —Jeremiah Denton |

El discurso tiene un lugar destacado en el documental de 1987, Querida América: Cartas desde Vietnam.

## Tras la cautividad

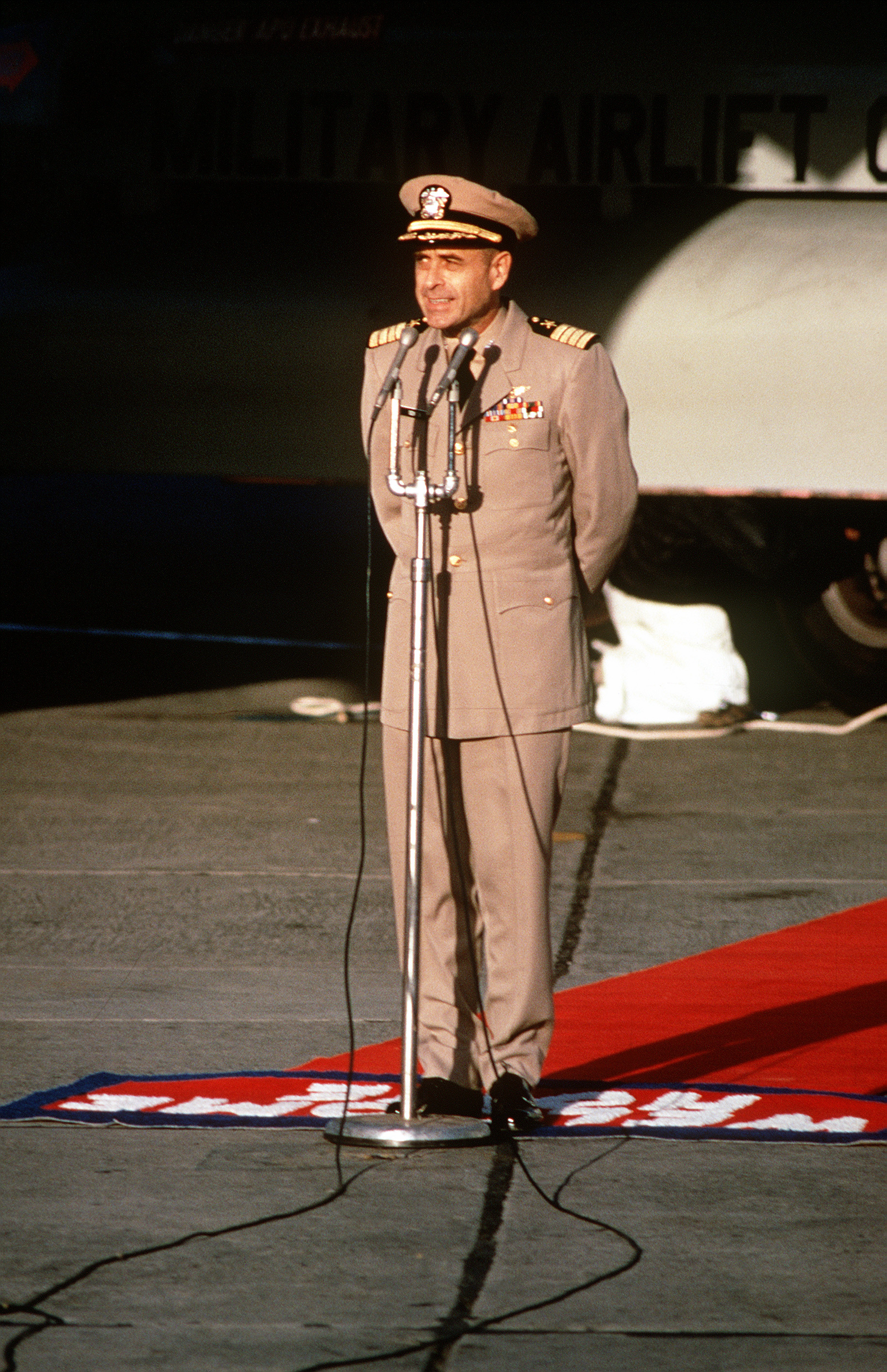
El capitán Denton en la Base Aérea Clark, Filipinas, poco después de su liberación de Hanói en febrero de 1973.

Denton fue hospitalizado brevemente en el Hospital Naval de Portsmouth, Virginia y fue asignado al personal del comandante de las fuerzas aéreas navales de la Flota del Atlántico de Estados Unidos. En enero de 1974, Denton se convirtió en el comandante de las Fuerzas Armadas Staff College, ahora conocido como el Joint Forces Staff College.
En abril de 1975 dejó el cargo de comandante y siguió trabajando en el colegio hasta junio de 1977. Terminó su servicio activo en la Estación Aérea Naval de Pensacola, Florida y se retiró de la Armada el 1 de noviembre de 1977 con el rango de contralmirante.
Un año más tarde escribió un libro que detalla su detención como prisionero de guerra estadounidense en Vietnam del Norte. El libro se convirtió más tarde en una película de televisión del mismo título, protagonizada por Hal Holbrook como Denton. Más tarde aceptó un puesto en la Christian Broadcasting Network (CBN) como consultor para el fundador y amigo, Pat Robertson, de 1978 a 1980. Durante el tiempo que estuvo trabajando para la CBN, tanto Denton como Robertson expresaron en repetidas ocasiones su apoyo a las fuerzas Contras de Nicaragua. En 1981 fundó y presidió el Foro Nacional de la Fundación.

## Carrera política

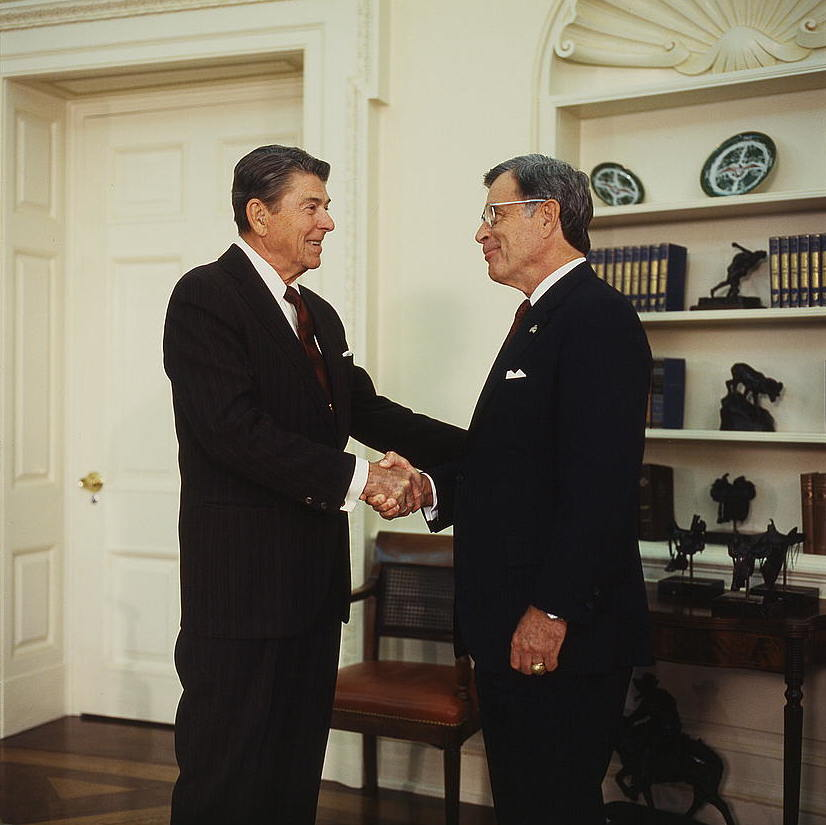
Denton y Ronald Reagan en 1986

En 1980, Denton se presentó como Partido Republicano en el Senado de los Estados Unidos para su Estado natal de Alabama. Logró la victoria con el 50,15% de los votos sobre el demócrata Jim E. Folsom, Jr., quien había derrotado al titular, Donald W. Stewart en las primarias demócratas. Al hacerlo, Denton se convirtió en el único contralmirante retirado en ser elegido para el Senado de los Estados Unidos. Él fue el primer republicano en ser elegido popularmente en el Estado desde la elección directa de los senadores iniciada en 1914. También fue el primer senador republicano desde la Reconstrucción para representar a Alabama en el Senado de los Estados Unidos y el primer católico en ser elegido para un cargo estatal en Alabama.